# Haifa Women’s Coalition
Die Haifa Women’s Coalition (hebräisch קוֹאָלִיצְיַית נָשִׁים חֵיפָה Qōʾalīzjat Naschīm Chejfah, deutsch ‚Frauenkoalition Haifa‘) ist eine Koalition von vier Frauenorganisationen in der israelischen Stadt Haifa. Zu ihr gehören das Haifa Feminist Center - Isha l'Isha, die Organisation Kayan (deutsch: Sein), das Haifa Rape Crisis Center (deutsch Krisenzentrum der Stadt Haifa für Vergewaltigungsopfer), und die in Haifa ansässige Organisation für palästinensische homosexuelle Frauen Aswat (deutsch: Stimmen). Die Koalition setzt sich dafür ein, der Öffentlichkeit Frauenrechte näherzubringen, und bietet Hilfe für Frauen, die Opfer von häuslicher oder sexueller Gewalt wurden.
Außergewöhnlich ist, dass sie gemeinsam von jüdischen und palästinensischen Israelinnen getragen wird und die vier Organisationen alle unter einem Dach vereint sind. Die Koalition ist eine zentrale Anlaufstelle für Frauen jeglicher Herkunft im Norden Israels und besitzt darüber hinaus eine gemeinsame Bibliothek.

## Geschichte
Die Haifa Women’s Coalition bildete sich um ihre Keimzelle, die älteste feministische Organisation Israels Isha l'Isha, die im Jahre 1983 gegründet wurde und sich um eine Kooperation zwischen jüdischen und arabischen Frauen bemühte. Aus Isha l'Isha heraus entstand im Jahre 1990 die Battered Women’s Hotline, welche sich primär um Opfer von Misshandlungen kümmerte, und im Jahre 1998 Kayan, eine feministische Organisation, die sich vorwiegend mit den Anliegen der palästinensischen Frauen innerhalb Israels beschäftigt. Als ein eigenständiges Projekt Kayans wurde 2003 die Gruppe Aswat ins Leben gerufen, die sich mit den besonderen Problemen und Herausforderungen der palästinensischen homosexuellen Frauen in Israel befassen. Unabhängig von Isha l'Isha bildete sich im Jahre 1979 das Haifa Rape Crisis Center, das sich später ebenfalls der Haifa Women’s Coalition anschloss.

## Profil der einzelnen Organisationen

### Isha l'Isha
Die Organisation Isha L’Isha (vollständige Eigenbezeichnung: hebräisch אִשָּׁה לְאִשָּׁה - מֶרְכָּז פֵמִינִיסְטִי חֵיפָה Iššah ləʾIššah – Merkas Femīnīsṭī Chejfah, deutsch ‚Frau zu Frau – Feministisches Zentrum Haifa‘/ arabisch اِمْرَأَة لِامْرَأَة - الْمَرْكَز النِّسَوِيُّ حَيْفَا, DMG Imraʾa lʾImraʾa – al-Markaz al-Nisawī Hayfa) ist die älteste feministische Frauenorganisation Israels. Sie wurde 1983 als jüdisch-arabische Frauenorganisation gegründet und setzt sich zum Ziel, die Rechte der Frauen zu stärken und Solidarität zu zeigen. Isha l'Isha arbeitet unter anderem an Projekten gegen Menschenhandel und ökonomisches Empowerment für Frauen und hat Empowerment-Gruppen für neue Immigrantinnen aus Russland und Äthiopien und lesbische Frauen.
Aus ihr gingen weitere arabische Frauenorganisationen wie Kayan und Assiwar (arabisch السوار, DMG al-Siwār ‚Ketten‘) hervor und sie ist somit als eine Art Brutstätte feministischer Organisationen in Israel zu sehen.

### Kayan
Die Organisation Kayan (vollständige Eigenbezeichnung: arabisch كِيَان - تَنْظِيم نِسَوِيٌّ, DMG Kayān – Tanẓīm Nisawī / hebräisch כָיָאן - אִרְגּוּן פֵמִינִיסְטִי Kajān – Irgūn Femīnīsṭī, deutsch ‚Kajaan – Feministische Organisation‘) wurde 1998 gegründet, nachdem palästinensisch-israelische Frauen in Haifa und im Norden Israels seit Mitte der 1980er Jahre mit jüdisch-israelischen Frauen zusammengearbeitet hatten, um Hilfsdienste für ihre Gesellschaftsgruppe zu entwickeln. Um den speziellen Anforderungen und Bedürfnissen arabischer Frauen in Israel gerecht zu werden, wurde letztlich Kayan ins Leben gerufen. Kayans Projekte beschäftigen sich hauptsächlich mit Empowerment von arabischen Frauen, Workshops zur Geschlechtererziehung und zur Vermittlung von Führungsqualitäten.

### Aswat
Aswat (vollständige Eigenbezeichnung: arabisch أصوات - الْمَرْكَز النِّسَوِيُّ الْفِلَسْطِينِيُّ لِلْحُرِيَّات الْجِنْسِيَّة وَالْجَنْدَرِيَّة, DMG Aṣwāt – al-Markaz al-Nisawī al-Filasṭīnī li-l-Ḥuriyyāt al-ǧinsiyya al-ǧandariyya ‚Stimmen – das Palästinensische Feministische Zentrum für sexuelle und Gender-Freiheiten‘) ist ein eigenständiges Projekt unter dem Deckmantel der arabischen Frauenorganisation Kayan und entstand im Jahre 2003 aus einer E-Mail-Liste heraus. Das Projekt wird von einer Gruppe palästinensisch-israelischer homosexueller Frauen geleitet und richtet sich an alle lesbischen, intergeschlechtlichen, transgeschlechtlichen und bisexuellen Frauen. Aswat setzt sich vorwiegend für das Empowerment und die sozio-politischen Rechte palästinensisch-israelischer homosexueller Frauen ein, bietet Unterstützung und versucht die öffentliche Meinung über Sexualität, sexuelle Orientierung, Genderfragen und Homosexualität zu ändern. Die Frauen von Aswat veranstalten Meetings, Empowerment- und Aufklärungs-Workshops, bieten Selbsthilfegruppen an und veröffentlichen Informationsbroschüren in Arabisch und Englisch.

### Haifa Rape Crisis Center
Das Haifa Rape Crisis Center (HRCC; hebräisch מֶרְכַּז הַסִּיּוּעַ לְנִפְגָּעוֹת וּלְנִפְגְּעֵי תְּקִיפָה מִינִית Merkas haSijjūʿa ləNifgaʿōt ūlNifgaʿej Təqīfah Mīnīt, deutsch ‚Hilfszentrum für weibliche und männliche Geschädigte sexueller Übergriffe‘) ist eine steuerbefreite gemeinnützige Organisation, die sich dem Widerstand gegen sexuelle Gewalt verschrieben hat. Das HRCC ist unpolitisch und bietet Angebote unabhängig von Geschlecht, Religion, ethnischem und sozio-ökonomischem Status der Hilfesuchenden. Die Angebote des 1979 gegründeten Haifa Rape Crisis Centers richten sich an über eine Million Israelis von Chadera bis Obergaliläa in den Bezirken Haifa und Nord. Ziele der Organisation sind die Unterstützung von Opfern sexueller Gewalt und ihrer Familien, Aufklärungsarbeit über sexuelle Gewalt und ihre Bekämpfung, die Ausbildung von Fachkräften in den Bereichen sexuelle Gewalt und Traumatisierung von Opfern, und der Schutz der Rechte der Opfer. Das HRCC betreibt ein rund um die Uhr erreichbares Krisentelefon für Opfer von Vergewaltigung, sexuellen Übergriffen, Inzest und sexueller Belästigung. Die Angebote zur Krisenintervention werden von ausgebildeten ehrenamtlichen Mitarbeitern geleistet. Das Center bietet fortlaufende Unterstützung, Einzelberatungsgespräche, Begleitung zu Krankenhäusern, Polizei, Staatsanwalt und Gericht, und Selbsthilfegruppen für Opfer. Das Ziel des HRCC ist es, durch intensive sozialpädagogische Arbeit und Bildungsprogramme sexuelle Gewalt überhaupt abzuschaffen. Zusätzlich bildet das HRCC Fachkräfte im sachkundigen und sensiblen Umgang mit Opfern sexueller Gewalt und sexueller Übergriffe aus. Das HRCC ist eingebunden in die landesweiten Projekte und Kampagnen der Association of Rape Crisis Centers (hebräisch אִגּוּד מֶרְכָּזִי הַסִּיּוּעַ לְנִפגָּעוֹת וּלְנִפגּעֵי תְּקִיפָה מִינִית Iggūd Merkasej haSijjūʿa ləNifgaʿōt ūlNifgaʿej Təqīfah Mīnīt, deutsch ‚Verband von Hilfszentren für weibliche und männliche Geschädigte sexueller Übergriffe‘) in Israel zur Änderung der Rechtslage mit dem Ziel der Abschaffung sexueller Gewalt.

## Gesellschaftliche Bedeutung
Insbesondere die Organisationen Isha l'Isha, Aswat und Kayan sind von überregionaler Bedeutung und ziehen Aufmerksamkeit auf sich. So hat Aswat im Jahre 2008 den Go visible Award der Stadt Wien gewonnen, eine Initiative der österreichischen grünen Partei, und Rauda Morcos, die Vertreterin Aswats in der Öffentlichkeit, bekam 2006 den Felipa de Souza Award von der International Gay and Lesbian Human Rights Commission verliehen.
Aswat war die erste Organisation für arabische Lesben im Nahen Osten, die sich in der Öffentlichkeit präsentiert und Rauda Morcos ist das einzige Mitglied von Aswat, das sich öffentlich zu seiner Homosexualität bekennt. Die Gruppe hat Anhänger und Anhängerinnen in ganz Israel, in der Westbank und in Gaza, wobei jedoch überwiegend alle arabischen Lesben aus Angst ihre sexuelle Neigung verbergen. Die erste Konferenz Aswats am 28. März 2008 fand starke Resonanz, aber auch Gegner der arabischen Homosexuellen-Bewegung kamen und Mitglieder einer islamischen Bewegung demonstrierten vor dem Konferenzgebäude. Vor Beginn der Konferenz hatten sie von den Veranstaltern verlangt, die Konferenz abzusagen, was diese ablehnten.
Die Mitglieder Aswats versuchen weiters die Kooperation mit feministischen Organisationen in den Palästinensischen Gebieten zu stärken, da sie einerseits den Kampf für ihre Rechte als Homosexuelle mit dem Kampf gegen die Besatzung verknüpft sehen und sich andererseits die Situation der Homosexuellen in den Palästinensischen Gebieten noch schwieriger darstellt.
Die Organisation Kayan sorgte unter anderem durch ihre Studie über die Mobilität palästinensisch-israelischer Frauen in den arabischen Dörfern im Norden Israels für mediale Aufmerksamkeit, da dies die erste Studie zu diesem Thema ist und Mängel im öffentlichen Transportwesen aufgezeigt wurden. Inzwischen wurde eine Buslinie in Maghar, einer Stadt in Galiläa, eingeführt und weitere Busverbindungen, beispielsweise in den Dörfern Sachnin, ʿArʿara und Umm al-Fahm, sind derzeit beim Ministerium für Verkehr in Planung. Das Busprojekt in Maghar dient als Modell für die übrigen arabischen Städte mit mangelhaftem öffentlichen Verkehrsanschluss.
Weiters wurde in den israelischen Medien über ein Umweltprojekt berichtet, bei welchem Frauen in Mghrar Kinder und Jugendliche in Umwelterziehung unterrichten. Auch dies ist in den arabischen Dörfern eine Neuigkeit, dient einerseits dem Empowerment und der Beschäftigung der Frauen und andererseits der Gesellschaft.
Die gesellschaftliche Bedeutung der Organisation Isha l'Isha in Israel kann man unter anderem an ihren Errungenschaften im Bereich des Frauenhandels sehen. So konnte die Organisation das öffentliche Bewusstsein für diesen Problembereich sensibilisieren und es wurde zum Beispiel ein Komitee im israelischen Parlament eingesetzt, um sich damit zu befassen. Zudem wurden inzwischen die Strafen für Frauenhändler erhöht und Isha l'Isha hat sich zu einer zentralen Anlaufstelle bei Fragen in Bezug zu Frauenhandel in Israel entwickelt.
Im Juli 2000 wurden das Haifa Rape Crisis Center und die anderen neun Rape Crisis Centers in Israel mit dem Ehrenamtspreis des israelischen Präsidenten ausgezeichnet. Der Preis würdigt die „wichtige Vorreiterrolle der Center in der israelischen Gesellschaft“ und ihren „Beitrag zur Ausmerzung der Seuche sexueller Gewalt in der israelischen Gesellschaft und zur Unterstützung der Opfer.“

## Kritik
Kritik wird insbesondere an der „Viertel-Politik“ (englisch: quarter policy) der israelischen feministischen Bewegung geübt, die auch von der Haifa Women’s Coalition implementiert wird. Im Rahmen dieser „Viertel-Politik“ sollen die größten Bevölkerungsgruppen Israels gleichberechtigt repräsentiert werden und es wird in Mizrachijjot (Jüdinnen aus arabischen und anderen muslimischen Ländern [Iran, Türkei] bzw. dieses Herkommens), Aschkenasijjot (Jüdinnen aus europäischen Ländern und den Amerikas bzw. dieses Herkommens), lesbische und palästinensische Frauen unterschieden. Zum einen gibt es immer wieder Grundsatzdiskussionen über die Anwendung dieser Politik und ihrer Wirksamkeit, zum anderen stellt sich beispielsweise in der heutigen israelischen Gesellschaft die Frage, warum die russische Minderheit nicht repräsentiert wird. Wegen solcher Kritik wurde die „Viertel-Politik“ ausgeweitet, um weitere Gruppen in der israelischen Gesellschaft repräsentieren zu können.
Die verschiedenen Identitäten der Frauen sorgen immer wieder für Diskussionen, so fühlen sich die Frauen der anderen Minderheiten teilweise von den aschkenasischen Frauen dominiert bzw. nicht ausreichend repräsentiert, was beispielsweise zur Abspaltung Kayans von Isha l'Isha geführt hat. Stattdessen wird oft ein gemeinsames Nutzen der Ressourcen und Koalitionsbildung als Lösung angesehen.